# 1934 aux Territoires du Nord-Ouest
Chronologie des Territoires du Nord-Ouest
- 1930
- 1931
- 1932
- 1933
- 1934
- 1935
- 1936
- 1937
- 1938

Cette page concerne des événements d'actualité qui se sont produits durant l'année 1934 dans le territoire canadien des Territoires du Nord-Ouest.

## Politique
- Premier ministre : Hugh H. Rowatt (Commissaire en gouvernement)
- Commissaire :
- Législature :